# Ukhnaagijn Khürelsükh
Ukhnaagijn Khürelsükh (mongolsk (sprog): Ухнаагийн Хүрэлсүх, født 14. juni 1968) er en mongolsk politiker fra Mongolsk Folkeparti og Mongoliets præsident siden 25. juni 2021. Han har tidligere været premierminister fra 4. oktober 2017 til 27. januar 2021 og han har været valgt ind i den Store National-Khural (landets parlament) ved valgene i 2000, 2004 og 2012, og han har haft flere ministerposter siden 2004, inden han blev premierminister. Han var desuden formand for Mongolsk Folkeparti 2008-12.
Khürelsükh har eksamener i statskundskab, offentlig forvaltning og jura, og han har været officer i den mongolske hær.